# Gary Reineke
Gary Reineke (* 20. Mai 1940 in Scarborough, Kanada; † 23. September 2024) war ein kanadischer Schauspieler.

## Biographie
Obwohl in Ontario geboren, spielte Gary Reineke ab 1968 zunächst auf Theaterbühnen in Seattle, ab 1972 dann in Montreal und Toronto. Im Alter von 29 Jahren übernahm er 1974 seine erste Filmrolle. Für seinen Auftritt in Der Fuchs (The Grey Fox) wurde er 1983 beim 4. Genie Award als bester Nebendarsteller nominiert. Außer in zahlreichen Kino- und Fernsehfilmen war Gary Reineke auch in mehreren kanadischen, US-amerikanischen und britischen TV-Serien zu sehen, für seine Nebenrollen in den Mini-Serien The King Chronicle und Dieppe wurde er 1988 und 1995 für den Gemini Award nominiert.

## Filmographie
- 1974 Sunday in the Country (Vengeance Is Mine)
- 1976 The Clown Murders
- 1977 Man schießt nicht auf den Lehrer (Why Shoot the Teacher?)
- 1977 Das Ritual (The Creeper)
- 1977 Willkommen in der blutigen Stadt (Welcome to Blood City)
- 1978 The Case for Barbara Pasons
- 1978 Power Play (Coup d'Etat)
- 1979 Riel
- 1980 Agency – Botschaft des Bösen (Agency)
- 1980 Ein Professor geht aufs Ganze (Nothing Personal)
- 1980 Die Entführung des Präsidenten (The Kidnapping of the President)
- 1981 A Choice of Two
- 1982 Der Fuchs (The Grey Fox)
- 1982 Starkstrom (Murder by Phone)
- 1982 Ein Stern in meiner dunklen Nacht (If You Could See What I Hear)
- 1984 Islands
- 1984 Schizophrenia (The Surrogate)
- 1985 Jimmy Valentine
- 1985 Reckless Disregard
- 1987 Bluffing It
- 1988 Der stählerne Adler II (Iron Eagle II)
- 1989 Millennium – Die 4. Dimension (Millenium)
- 1989 Fantasy Island – Die Geisterinsel (George's Island)
- 1989 The Top of His Head
- 1989 Die Bombe (Day One)
- 1990 Hitlers Tochter (Hitler’s Daughter)
- 1990 Brenda und die Männer (The World's Oldest Living Bridesmaid)
- 1992 Dead Ahead: The Exxon Valdez Disaster (Disaster at Valdez)
- 1992 Jagt den Killer (To Catch a Killer)
- 1995 Hiroshima
- 1996 Remembrance
- 1998 Dr. Sam Sheppard: Unschuldig verurteilt (My Father's Shadow: The Sam Sheppard Story)
- 1998 Creature – Tod aus der Tiefe (Creature)
- 1998 U-Bahn-Inferno: Terroristen im Zug (The Taking of Pelham 123)
- 1999 Das Ende des Sommers (Summer's End)
- 2000 Golden Spiders: A Nero Wolfe Mystery
- 2001 Getting In
- 2001 Lost in Toronto
- 2001 Picture Claire
- 2002 The Scream Team
- 2002 Spider
- 2004 Prom Queen – Einer wie keiner (Prom Queen: The Marc Hall Story)
- 2005 Schwarze Witwe (Black Widow)
- 2006 Shades of Black: The Conrad Black Story
- 2008 War Games 2 – Der Todescode (Wargames: The Dead Code)
- 2012 Foxfire: Confessions of a Girl Gang